# 로마 이후 브리튼

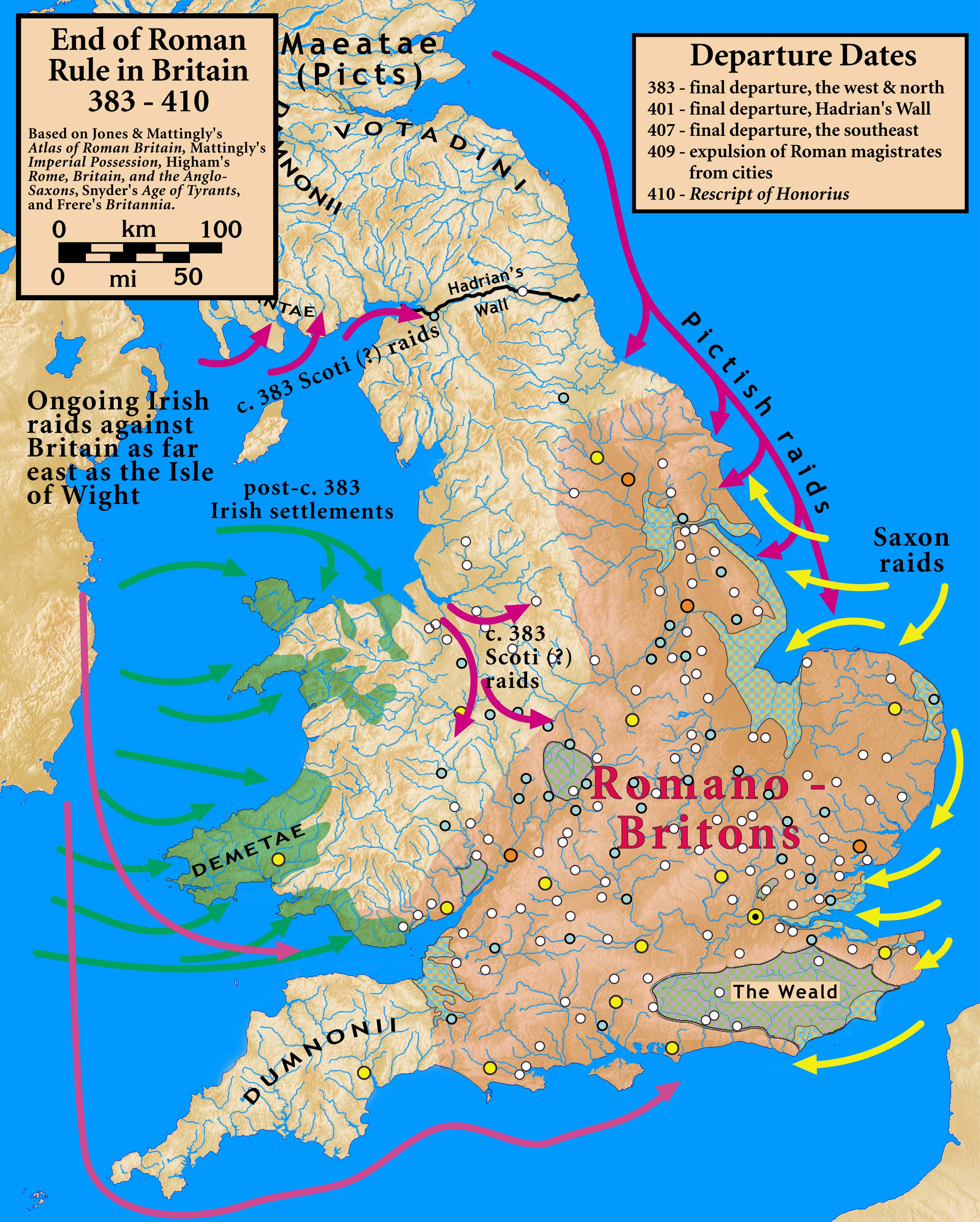
브리튼의 로마 지배 종말 지도

로마 이후 브리튼은 탈로마 브리튼 또는 암흑 시대 브리튼이라고도 불리며, 그레이트브리튼섬에서 로마 지배의 종말과 앵글로색슨 왕국 건국 사이의 고대 후기 시기를 말한다. 이 용어는 원래 5세기와 6세기 AD 유적지에서 발견된 고고학적 유물 중 로마 제국 시대의 높은 수준에서 벗어나 현지 생산된 도자기의 쇠퇴를 암시하는 것들을 설명하기 위해 사용되었다. 현재는 407년 콘스탄티누스 3세가 브리타니아에서 로마령 갈리아로 로마군을 철수시키면서 시작되어 577년 디어햄 전투로 끝나는 시기를 설명하는 데 사용된다. 이 시기는 당시의 기록 부족으로 인해 학계와 대중 사이에서 많은 논쟁을 불러일으켰다.

## 용어의 의미
로마 이후 브리튼 시기는 전통적으로 로마 지배하에 있던 브리튼 지역의 역사를 다루며, 전통적으로 410년으로 거슬러 올라가는 로마 제국 통치의 종말부터 597년 성 아우구스티누스의 도착까지이다. 이 시기의 종말은 로마 이후 문화가 633년까지 북잉글랜드에서 (브리간테스족의 왕국) 레게드가 노섬브리아 왕국과 왕실 혼인으로 합쳐질 때까지, 그리고 브리튼 서부와 콘월주, 컴브리아주, 그리고 특히 웨일스에서는 더 오랫동안 지속되었기 때문에 자의적이다.
이 시기에는 "탈로마 브리튼"이라는 용어도 사용된다. "로마 이후"와 "탈로마"는 옛 로마의 속주인 브리타니아, 즉 포스강–클라이드강 (스코틀랜드) 선 남쪽의 브리튼에 적용되는 용어이다. 하드리아누스 방벽과 포스강–클라이드강 선 사이 지역의 역사는 웨일스의 역사와 유사하다 (레게드, 베오르니체, 고도딘, 어스트라드클리드 참조). 이 선 북쪽에는 앵거스의 마에아타이 왕국, 아르길의 달 리어타, 그리고 성 콜룸바 히엔시스가 방문했던 인버네스 근처 카에르(성)를 가진 왕국을 포함한 인구가 희박한 지역이 있었다. 로마인들은 이 민족들을 통칭하여 '그려진 자들'을 의미하는 픽티라고 불렀다.
더 넓은 지평을 의미하는 "고대 후기"라는 용어는 특히 로마 이후 서구 전역에서 흔히 볼 수 있는 고전 문화의 변형을 다룰 때 학계에서 더 많이 사용되고 있다. 이 시기는 이후의 시기와의 연속성이 강조된다면 중세 전기의 일부로도 간주될 수 있다. 대중적인 (그리고 일부 학술적인) 작품들은 이 시기를 암흑 시대, 브리튼 시대, 폭군 시대, 또는 아서왕의 시대와 같이 더 극적인 이름으로 부른다.

## 기록된 자료
이 시기부터 현재까지 남아있는 기록은 거의 없지만, 이후 시기의 상당한 양의 자료가 관련성이 있을 수 있다. 사용 가능한 자료의 대부분은 5세기 초 몇십 년만을 다룬다. 자료는 영국과 대륙으로, 그리고 동시대와 비동시대로 유용하게 분류될 수 있다.
두 가지 주요 동시대 영국 자료가 존재한다: 성 파트리치오의 고백록과 길다스 사피엔스의 De Excidio et Conquestu Britanniae (브리튼의 파괴와 정복). 파트리치오의 고백록과 코로티쿠스에게 보낸 편지는 그가 아일랜드로 납치된 브리튼에서의 삶의 측면을 보여준다. 특히 당시의 기독교 상태를 강조하는 데 유용하다. 길다스는 로마 이후 역사의 자료에 가장 가깝지만, 이를 사용하는 데에는 많은 문제가 있다. 이 문서는 그와 그의 청중이 이해한 브리튼 역사를 나타낸다. 비록 길다스의 수도원주의에 대한 편지 등 이 시기의 다른 문서들이 존재하지만, 브리튼 역사와 직접적으로 관련이 없다. 길다스의 데 엑스키디오는 긴 탄식이다: 동시대 통치자들에게 죄를 경고하기 위한 논쟁으로 쓰여졌으며, 역사적이고 성경적인 예시를 통해 나쁜 통치자는 항상 신에게 벌을 받는다 – 브리튼의 경우, 색슨족 침략자들의 파괴적인 분노를 통해. 데 엑스키디오의 역사적 부분은 짧고, 그 안의 내용은 길다스의 목적을 염두에 두고 분명히 선택되었다. 절대적인 날짜는 주어지지 않았으며, 하드리아누스 방벽과 안토니누스 방벽에 관한 세부 사항 중 일부는 분명히 틀렸다. 그럼에도 불구하고 길다스는 그가 글을 쓸 당시 존재했던 일부 왕국들과 교육받은 수도사가 앵글로색슨족과 브리튼족 사이에 벌어진 상황을 어떻게 인식했는지에 대한 통찰력을 제공한다.
더 많은 대륙의 동시대 자료들이 브리튼을 언급하지만, 그 정보는 희박하고 의문의 여지가 있다. 비잔티움 학자 조시무스의 Historia Nova는 알라리쿠스의 410년 침공 한가운데서 서부 황제 호노리우스가 브리튼 도시들에게 스스로를 방어해야 한다고 재차 칙서를 보냈다고 언급한다. 일부 역사가들은 이 언급이 브루티움을 지칭하는 것이라고 주장했지만, 길다스는 브리튼이 그러한 메시지를 받았다고 묘사한다. 갈리아 연대기인 452년 갈리아 연대기와 511년 갈리아 연대기는 "로마인들에게 버림받은 브리튼이 색슨족의 세력권으로 넘어갔다"고 성급하게 말하며, 성 게르마누스와 그의 브리튼 방문에 대한 정보를 제공하지만, 이 텍스트 역시 상당한 학술적 해체 작업을 거쳤다. 또 다른 6세기 비잔티움 작가인 프로코피오스의 저작은 브리튼에 대한 몇 가지 언급을 하지만, 그 정확성은 불확실하다.
수많은 후대 기록 자료들은 이 시기에 대한 정확한 기록을 제공한다고 주장한다. 이를 시도한 첫 번째는 8세기 초에 글을 쓴 승려 베다 베네라빌리스였다. 그는 자신의 히스토리아 에클레시아스티카 젠티스 앙글로룸 (약 731년 저술)에서 로마 이후 시대에 대한 기록을 길다스의 기록에 크게 의존했지만, 길다스가 묘사하는 사건들의 날짜를 제공하려고 노력했다. 이것은 반브리튼적인 관점에서 쓰여졌다. 넨니우스의 저작으로 자주 여겨지는 브리튼인의 역사, 앵글로색슨 연대기 (서색슨족 자료를 기반으로 한 비브리튼적 관점), 그리고 캄브리아 편년사와 같은 후대 자료들은 모두 신화로 크게 뒤덮여 있으며, 이 시기의 증거로 조심스럽게 사용되어야 한다. 또한 6세기까지 거슬러 올라가는 것으로 보이는 웨일스 시가 (탈리에신과 아네이린의 작품) 및 토지 증서 (랜더프 헌장)를 담고 있는 문서들도 있다.
노르만인의 잉글랜드 정복 이후, 로마 이후 시대의 역사를 제공한다고 주장하는 많은 책들이 쓰여졌다. 이 책들은 몬머스의 제프리의 브리타니아 열왕사에 실린 허구적인 이야기에 영향을 받았다. 따라서 이 책들은 전설이 어떻게 성장했는지 보여주는 것으로만 간주될 수 있다. 근대에 이르러서야 이 시기에 대한 진지한 연구가 시작되었다. 이후의 켈트 성인들의 삶은 종종 신뢰할 수 없지만, 로마 이후 브리튼에서의 삶에 대한 몇 가지 통찰력을 제공한다. 예를 들어, 체프스토우 근처의 황폐했지만 여전히 사람이 살았던 고대 로마의 빌라 (아마 포츠케트에 있었을 것)에 대한 묘사가 성 타테우스의 방문 기록에 포함되어 있으며, 685년 칼라일 (컴브리아주)의 로마 유적은 성 커스버트의 생애에 묘사되어 있다.

## 고고학적 증거

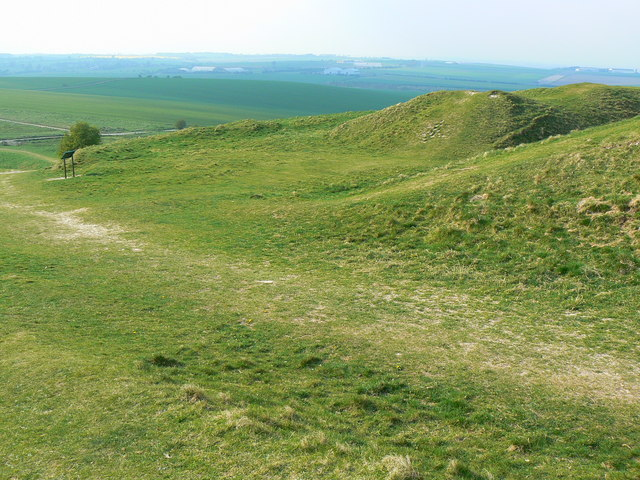
윌트셔주에 있는 6세기 힐포트인 바버리 성

고고학은 이 시기에 대한 추가 증거를 제공하며, 일부 경우 로마 도시의 인구 감소와 빌라 및 영지 조직의 발전이 이미 4세기에 일어나고 있었음을 시사한다. 5세기와 6세기 브리튼은 론디니움, 요크, 캔터베리, 록시터와 같은 몇몇 유적지를 제외하고는 도시 생활의 급격한 단절을 특징으로 하지만, 감독직의 단절 또한 도시 생활의 쇠퇴를 시사한다. 약 500개의 고고학 유적지로 대표되는 로마 빌라 시스템도 살아남지 못했다. 갈리아와 달리 브리튼에서는 게르만 시대까지 빌라 이름이 남아있지 않았다. 그러나 체드워스 로마 빌라에서는 건축 작업이 계속되었고, 2020년에 발견된 28번 방의 모자이크는 5세기 중반에 디자인되고 제작되었다.
로마 이후 시대에는 석조 건축이 점차 사라지고, 로마 시대보다 내구성이 떨어지는 재료로 건물이 지어졌다. 그러나 이 시기의 브로치, 도자기, 무기 등은 남아있다. 매장과 화장, 그리고 이와 관련된 부장품에 대한 연구는 이 시기의 문화적 정체성에 대한 이해를 넓히는 데 큰 도움이 되었다. 고고학은 로마 교육, 지중해와의 무역, 그리고 켈트 미술과의 연속성에 대한 몇 가지 증거를 보여주었다. 2023년 사우스 웨일스에서 진행된 고고학 발굴 조사는 6세기 초에 성 일투드가 설립했다고 알려진 초기 중세 수도원과 학교의 증거를 찾기 위한 것이었는데, 이는 세인트 일티드 교회, 랜트위트 메이저 (기원 1100년경)의 전신이다.
정착지 발굴은 사회 구조의 변화와 브리튼의 생활이 초기 중세 시대까지 특정 지역에서 변함없이 지속된 정도를 밝혀냈다. 언덕 정상(소위 "힐포트"), 카스트라, 수도원들이 발굴되었다. 도시에 대한 작업이 특히 중요했다. 힐포트에 대한 작업은 재건축과 해외 무역의 증거를 보여주었다. 가장 초기 주요 발굴 중 하나는 틴태글 (래드퍼드 1939)이었다. 이곳에서는 직사각형 구조물과 많은 지중해 도자기가 발굴되었다. 건물은 처음에는 수도원으로 해석되었지만 나중에는 왕자의 거점 및 교역소로 해석되었다. 또 다른 중요한 발굴은 디나스 포위스 (앨콕 1963)였으며, 이곳에서는 금속 가공의 증거가 나타났다. 앨콕은 또한 사우스 캐드버리 (앨콕 1995)에서 발굴을 주도했다. 현재 버도스월드와 색슨 쇼어 요새를 포함하여 로마 이후 시대에 점유되었던 많은 다른 유적지들이 밝혀졌다. 들판 시스템과 환경 고고학에 대한 작업은 또한 농업 관행이 이 시기 동안 얼마나 많이 계속되고 변화했는지를 강조했다. 고고학은 아일오브와이트주의 보콤과 개트콤에서 게르만족 매장이 역사적 자료가 제시하는 날짜보다 최소 50년 앞서 발생했음을 확인했으며, 이는 서고트인에게 갈리아 아퀴타니아의 토지를 호노리우스가 수여한 418년과 동시대이다. 앵글로색슨족과 브리튼족이 같은 장소에 살았다는 고고학적 증거가 있다. 예를 들어, 워릭셔의 와스퍼톤 묘지에서는 한 가족이 오랜 기간 동안 앵글로색슨 문화를 채택했다는 증거가 있다.

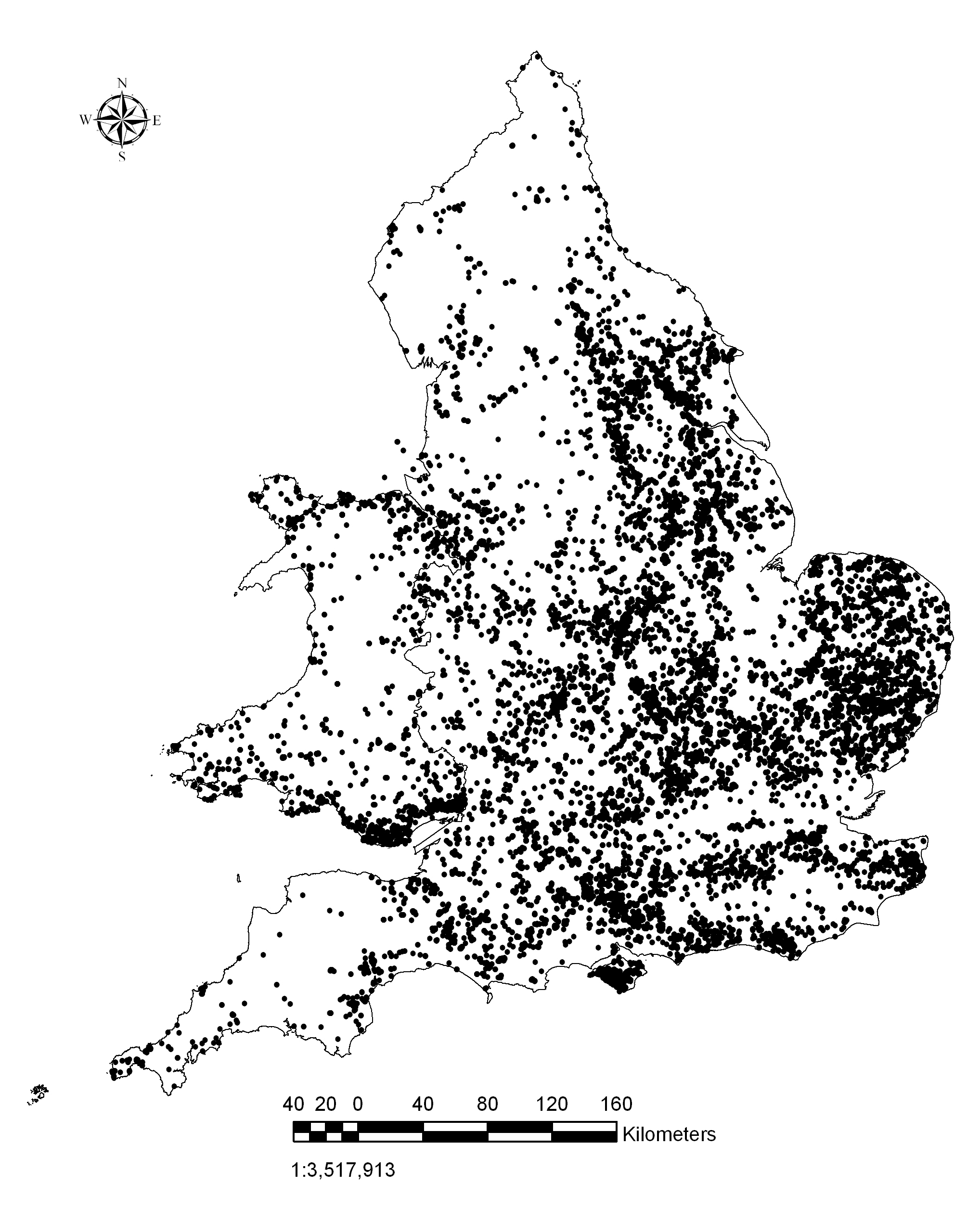
로마 동전 발굴은 로마 브리튼에서 가장 큰 "로마화" 지역과 존재를 명확히 보여준다.

탄소 연대 측정법은 대략적인 추정치를 제공할 수 있지만, 고고학적 발견을 역사적 사건과 연관시키기에는 충분히 정확하지 않다. 연륜연대학은 적절한 목재 조각의 존재에 달려 있다. 동전은 종종 연대 측정에 가장 유용한 도구이지만, 5세기 초 이후로는 새로 주조된 동전이 브리튼에 유통된 것으로는 믿어지지 않는다.

## 로마 지배의 종말
브리타니아에서 로마 지배가 끝난 직접적인 원인은 귀족과 로마 제국의 강력한 장군 스틸리코 사이의 권력 투쟁으로 보인다. 서고트인의 침략으로부터 이탈리아를 보호하기 위해 스틸리코는 리메스 게르마니쿠스를 방어하는 로마군을 심각하게 고갈시켰다. 406년 여름, 브리튼에서 군단병들의 반란이 있었고 이는 여러 찬탈자가 임페라토르로 잇따라 추대되는 결과를 낳았다. 이는 현 황제에 대한 반란 선언이었다. 이들 중 마지막인 콘스탄티누스 3세는 영국 해협을 건너 보니노니아로 갔고, 브리튼에 남아있던 모든 기동 부대를 데려가 이 지역의 일선 군사 방어력을 상실시켰다. 갈리아의 로마군은 그를 지지했고, 이어서 히스파니아의 대부분의 군대도 그를 지지했다. 406년 12월 31일, 반달족, 부르군트인, 알란인 및 수에비가 라인강을 건너 리메스 게르마니쿠스를 점령했다. 한편, 408년에 브리튼에 대한 야만족 침략이 있었지만, 이들은 격퇴된 것으로 보인다. 410년 이후 호노리우스는 브리튼의 도시들에게 스스로를 방어하라고 지시하는 편지를 보낸 것으로 보이지만, 이는 때때로 논쟁의 여지가 있다.
5세기 중반부터 게르만족 약탈자들이 동부 강 계곡에 정착하기 시작했다. 나중에 내전이 발발한 것으로 보이며, 이는 친로마파와 독립파 사이, 또는 "기성 교회"와 펠라기우스주의 파벌 사이의 갈등, 농민과 지주 사이의 계급 투쟁, 또는 도시 엘리트의 쿠데타로 해석되어 왔다. 최근의 견해는 브리튼이 브리튼 부족 정체성을 기반으로 한 왕국들로 분열되었다고 본다. 게르마누스의 방문 기록에서 알 수 있듯이, 시골에서는 생활이 이전과 거의 비슷하게 계속되었고 도시에서는 규모가 축소된 채로 이어졌다. 로마 도시들은 규모가 줄어들었지만, 새로운 정치 체제에 있어서 행정적, 상징적 중요성을 유지했던 것으로 보인다.
길다스 사피엔스는 보티건이 야만족의 위협에 대처할 방법을 찾기 위해 "평의회"를 소집했다고 말한다. 평의회는 로마 관행에 따라 색슨 용병을 고용하기로 결정했다. 얼마 후 이들은 브리튼인들을 배반하고 도시들을 약탈했다. 브리튼 지도자 암브로시우스 아우렐리아누스는 오랜 기간 동안 여러 전투에서 그들과 싸웠다. 이 시기 말기에는 490년경 배든 산 전투가 있었는데, 후대 자료들은 아서왕이 승리했다고 주장하지만, 길다스는 그를 언급하지 않는다. 이 후 오랜 평화의 시기가 있었다. 브리튼인들은 요크에서 본머스까지 대략 서쪽 선을 기준으로 잉글랜드와 웨일스를 통제하고 있었던 것으로 보인다. 색슨족은 이스트 요크셔를 거쳐 링컨셔주와 아마도 노팅엄셔주, 이스트앵글리아 및 사우스이스트잉글랜드까지 이어지는 동부 지역을 통제하고 있었다.
라틴어로 쓰인, 아마도 540년경의 길다스 사피엔스는 브리튼의 역사를 설명하지만, 초기 부분(다른 자료들이 있음)은 심하게 혼란스럽다. 그는 브리튼 서부의 다섯 통치자—둠노니아의 콘스탄틴, 아우렐리우스 카니누스, 데메타이의 보티포르, 쿠네글라수스, 마글로쿠누스—를 그들의 죄에 대해 비난한다. 그는 또한 브리튼 성직자들을 공격한다. 그는 브리튼인의 식단, 의복, 오락에 대한 정보를 제공한다. 그는 브리튼인들이 살해되거나, 이민을 가거나, 노예가 되었다고 쓰지만 숫자는 제공하지 않는다.
6세기 후반에는 웨식스 왕국을 나중에 통치하게 될 왕조가 552년 올드새럼을 점령하면서 시작된 또 다른 색슨족 확장 시기가 있었고, 디어햄 전투 (577년) 이후 코츠월즈 지역으로 진입했지만, 이 시기에 대한 앵글로색슨 연대기의 기록 정확성은 의문이 제기되었다. 이 정복들은 현대 작가들에 의해 사우스웨스트잉글랜드의 브리튼인들(나중에 서웨일스인으로 알려짐)을 웨일스인들과 분리시켰다고 명확한 증거 없이 자주 언급된다. (논의 중인 시기 직후인 611년 체스터 전투는 후자를 잉글랜드 북부인들과 분리시켰을 수 있다.) 570년대까지 브리튼인들은 여전히 잉글랜드와 웨일스의 약 절반을 통제하고 있었다.

## 왕국

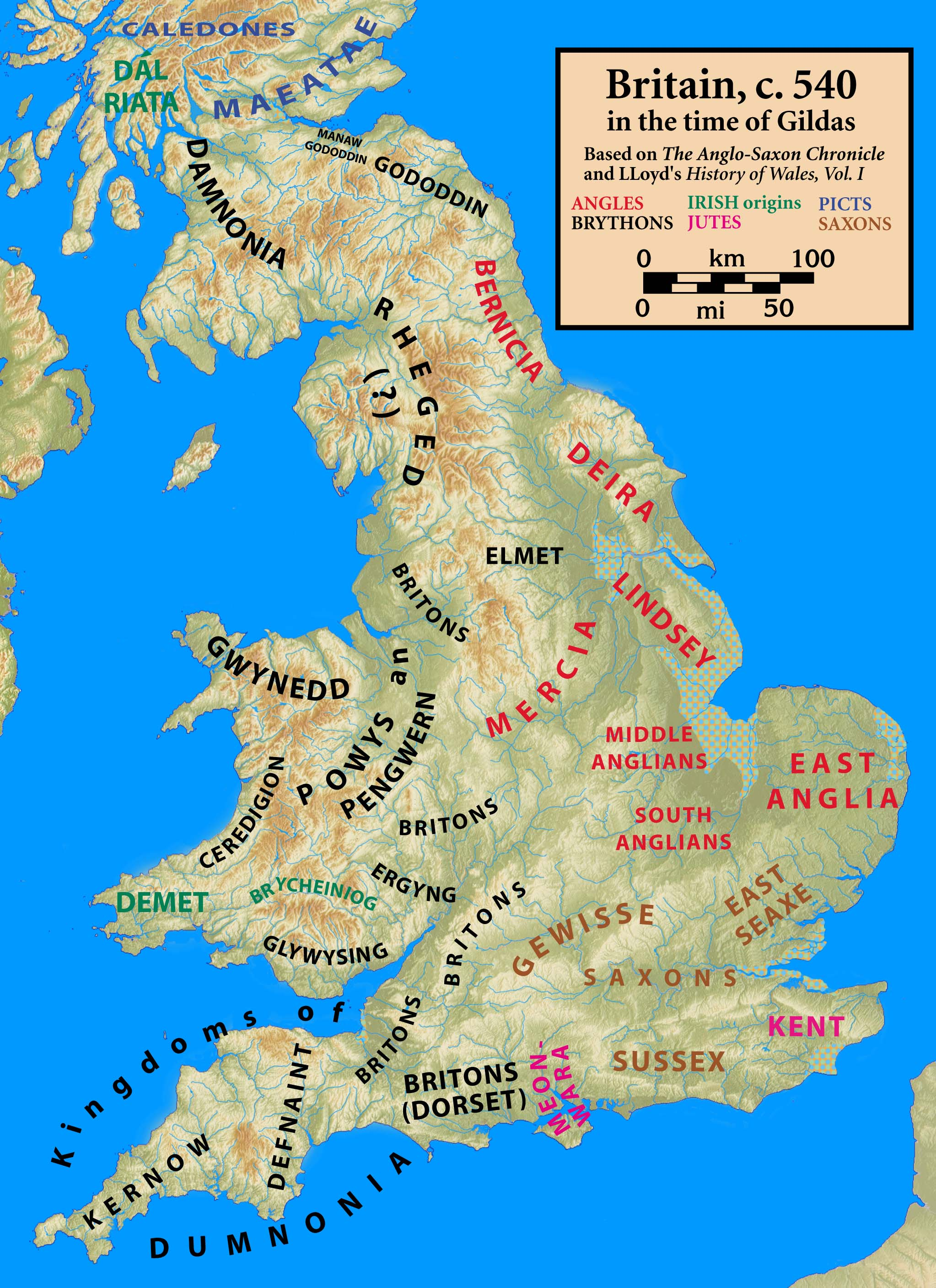
길다스 사피엔스 시대인 기원 540년경 브리튼

이 시기 어딘가에 다양한 켈트 왕국들이 존재했다. 일부는 이름이 바뀌었고 일부는 다른 왕국에 흡수되었다. 특히 남동부 지역의 왕국 이름은 모두 알려져 있지 않으며, 그들의 정치적 발전 세부 사항도 알려져 있지 않다. 로마 시대에 남겨진 일부 권력 구조는 한동안 일부 지역을 계속 통치했을 수도 있다. 때때로 일부 왕국들은 상급 통치자에 의해 통합되었고, 다른 왕국들 사이에서는 전쟁이 발생했다. 이 시기 동안 경계는 변했을 가능성이 높다. 주요 왕국들은 다음과 같다:
- 베오르니체 – 노섬벌랜드주; 결국 베오르니체의 앵글족에게 점령됨
- 둠노니아 – 잉글랜드 남서부, 콘월주 및 데번주 대부분
- 더베드 왕국 – 웨일스 남서부
- 어징 – 헤리퍼드셔주 남서부, 몬머스셔 북부 및 글로스터셔의 딘 숲
- 그웬트, 브러헤이니옥, 글러워싱 – 웨일스 남부
- 포이스 왕국 – 웨일스 중부
- 귀네드 왕국 – 웨일스 북부
- 엘멧 – 요크셔 남서부
- 레게드 – 컴브리아주 및 랭커셔
- 에브라크 – 요크 주변 및 요크셔 북부
- 어스트라드클리드 – (기원 900년경 – 기원 1100년경) 스코틀랜드 남서부, 컴벌랜드, 웨스트모얼랜드
- 고도딘 – 로디언주의 트라프라인 로 중심

일부 지역은 나중에 왕국이 된 앵글족 또는 색슨족 족장들의 지배를 받았다:
- 베오르니체 – 데라와 합쳐져 노섬브리아가 되기 전의 앵글족 왕국 베오르니체
- 데렌 왕국 – 베오르니체와 합쳐져 노섬브리아가 되기 전의 앵글족 왕국 데라 (이스트 요크셔)
- 린지 – 노섬브리아와 머시아에 합쳐지기 전의 앵글족 왕국 린지
- 이스트앵글리아 – 서퍽 및 노퍽 포함
- 켄트 왕국
- 휘체 – 딘 숲을 제외한 글로스터셔 대부분 및 서부 옥스퍼드셔주.
- 서식스 왕국 – 유트족 혈통의 사람들이 거주했을 가능성이 있는 헤이스팅스 정착지 포함
- 에식스 왕국 – 미들섹스 및 서리 포함
- 웨식스 왕국 – 템스강 상류 계곡 지역에서 형성되었고 나중에 메인 계곡과 사우샘프턴 주변 (아일오브와이트주 포함)의 유트족 정착 지역을 통합
- 머시아 왕국 – 레프턴 중심
- 미들앵글리아 – 이스트 미들랜즈, 나중에 머시아에 합류
- 노섬브리아 왕국 – 베오르니체와 데라에서 형성
- 위흐트와라

## 종교
공식적으로 로마 제국은 5세기 초에 기독교 국가였으나, 이 시기 초 서부 잉글랜드에서는 시골 지역의 이교 신전들이 보수된 증거가 있다. 그러나 대부분의 신전들은 결국 같은 장소나 인근에 기독교 교회로 대체된 것으로 보인다. "켈트" 교회나 수도원들은 이 시기 브리튼 지역에서 번성한 것으로 보이며, 예를 들어 글래스턴베리와 같은 곳들이 있지만, 대부분 6세기까지는 아니었다. 그러나 색슨족은 이교도였다. 이는 민족들 간의 큰 적대감을 강화시켰다. 많은 로마 공동묘지들은 캐닝턴, 서머싯과 같이 훨씬 후대까지 계속 사용되었다. 동부에서는 이교 색슨족 사이에서 화장에서 매장으로 점차 전환이 이루어졌다. 성 아우구스티누스의 도착이 색슨족에 대한 중요한 기독교화 사건으로 전통적으로 여겨지지만, 왕의 메로베우스 왕조 아내와 함께 이미 주교가 켄트에 도착했었다. 다른 색슨족들은 이 시기 이후에도 이교도로 남아있었다.
429년 브리튼인 부제 팔라디우스는 펠라기우스주의에 맞서 싸우기 위해 로마 교황에게 지원을 요청했다. 주교 게르마누스와 트로이의 루푸스가 파견되었다. 전직 군사 지휘관이었던 게르마누스는 브리튼인들을 "할렐루야" 승리로 이끌었다고 전해지며, 아마도 웨일스 또는 헤리퍼드셔주였을 것이다. 게르마누스는 나중에 잉글랜드에 두 번째 방문을 했다고 전해진다. 갈리아에서 열린 시노드에 브리튼 주교가 참여한 것은 최소한 일부 브리튼 교회가 455년까지 갈리아와 완전한 행정적, 교리적 접촉을 유지했음을 보여준다.
북부에서는 위트혼이 스코틀랜드에서 가장 오래된 교회로 알려져 있으며, 397년 성 니니안에 의해 설립되었다. 코로티쿠스 (또는 케레틱)는 성 파트리치오로부터 편지를 받은 배교한 픽트 왕이었다. 그의 본거지는 클라이드강 (스코틀랜드)에 있는 덤바턴 바위였을 수 있으며, 그의 후손인 러데르흐 1세 하엘은 성 콜룸바의 생애에 언급되어 있다. 러데르흐는 6세기 후반의 달 리어타의 아단 막 가브란과 레게드의 우리엔과 동시대 인물이었으며, 베오르니체의 애설프리스와도 동시대였다. 콜룸바와 달리 켄티게른, 클라이드의 브리튼인들에게 사도로 추정되며 글래스고의 창시자로 알려진 인물은 희미한 존재이다.

## 앵글로색슨족 이주

### 언어적 증거
언어학은 문화 분석과 어느 정도 정치적 연관성을 파악하는 데 유용하다. 베다 베네라빌리스는 히스토리아 에클레시아스티카 젠티스 앙글로룸 (731년 완성)에서 "현재 [브리튼에는] 다섯 민족의 언어가 있는데, 즉 앵글족 (영어), 브리튼족 (브리튼어), 스코트족 (게일어), 픽트어 및 라틴어이다" (HE 1.1). 이 시기 동안 브리튼어의 변화에 대한 검토는 케네스 H. 잭슨이 제공했다. 고대 영어, P-켈트어, Q-켈트어, 그리고 라틴어에 대한 연구는 브리튼인, 게일인, 앵글로색슨족 간의 접촉에 대한 증거를 제공했다. 합의된 바에 따르면 고대 영어는 언어적 접촉의 증거가 거의 없다. 일부 학자들은 어휘집보다는 문법에 더 많은 증거가 있다고 주장했지만, 이는 많은 사람들에게 반박된다. 라틴어는 글쓰기에 계속 사용되었지만, 구어 사용 정도는 많은 논쟁의 여지가 있다.
마찬가지로 지명 연구는 지역의 언어 역사에 대한 단서를 제공한다. 콘월주와 컴브리아주를 제외한 잉글랜드는 현재 지명에서 켈트어의 흔적을 거의 보여주지 않는다. 산발적으로 켈트 지명이 있지만 서쪽으로 갈수록 늘어난다. 켈트어 강 이름과 지형 이름도 있다. 지명학적 및 언어학적 증거에 대한 설명은 앵글로색슨 언어와 문화가 브리튼 남부와 동부에서의 정치적, 사회적 우위로 인해 지배적이 되었다는 것이다. 라틴어 요소를 포함하는 이름은 정착의 연속성을 시사할 수 있으며, 일부 장소는 이교 게르만 신의 이름을 따서 명명되었다. 브리튼어 기원 이름은 브리튼 인구의 생존을 나타낼 수도 있고 아닐 수도 있다. 브리튼인을 의미하는 앵글로색슨어 wealh를 기반으로 한 이름도 브리튼인의 생존을 나타내는 것으로 간주된다. 예를 들어 Walton은 브리튼인의 정착지를 의미하며, 이 이름은 잉글랜드의 많은 지역에서 발견되지만, 때로는 Wall-town을 의미하기도 한다.
돌에 새겨진 현존하는 비문은 브리튼인과 앵글로색슨족의 정착에 대한 또 다른 정보 출처를 제공한다. 이 시기의 켈트어 비문은 잉글랜드 서부, 웨일스, 스코틀랜드 남부에서 발견된다. 스코틀랜드, 웨일스, 콘월의 일부 지역에 있는 비문은 오감 문자로 되어 있으며, 일부는 학자들이 이해하지 못하는 형태를 포함하고 있다.

### 이주의 정도
로마 이후 브리튼의 종말에 대한 두 가지 대조적인 모델은 리처드 리스에 의해 "쇠퇴와 이민"과 "침략과 대체"로 묘사되었다. 5세기와 6세기에 앵글로색슨족이 대규모로 브리튼으로 이주하여 브리튼인들을 실질적으로 대체했다는 주장이 오랫동안 제기되어 왔다. 1943년 앵글로색슨 역사가 프랭크 스텐턴은 브리튼인들의 생존 가능성을 상당히 인정하면서도 "남잉글랜드의 대부분이 전쟁의 첫 단계에서 점령되었다"고 주장하며 본질적으로 이러한 견해를 요약했다. 이러한 해석은 길다스 사피엔스와 같은 후대 자료들을 포함하여 앵글로색슨족의 도착을 폭력적인 사건으로 묘사한 기록 자료에 기반을 두었다. 지명학적 및 언어학적 증거 또한 이러한 해석을 뒷받침하는 것으로 간주되었는데, 동잉글랜드에는 브리튼 지명이 거의 남아있지 않고, 고대 영어에는 브리튼 켈트어 단어가 거의 유입되지 않았으며, 브리튼어와 브리튼인들이 남서 브리튼에서 아르모리카로 이주하여 결국 브르타뉴반도가 되었다. 이러한 해석은 특히 잉글랜드가 제한 군주제와 자유에 대한 사랑으로 유럽 대륙과 다르게 발전했다는 견해를 더욱 발전시키고자 했던 초기 잉글랜드 역사가들에게 특히 매력적이었다. 이는 대규모 앵글로색슨족 침략에서 비롯되었다고 주장되었다. 이러한 견해가 보편적이지는 않았지만(에드워드 기번은 브리튼인들의 상당한 생존이 있었다고 믿었다), 지배적인 패러다임이었다. 비록 많은 학자들이 이제 이러한 주장을 사용하겠지만, 전통적인 견해는 여전히 많은 다른 역사가들에 의해 유지되고 있으며, 로렌스 제임스는 2002년에 잉글랜드가 "로마-브리튼족을 쓸어버린 앵글로색슨족 흐름에 의해 잠식되었다"고 썼다.
전통적인 견해는 1990년대 이후 부분적으로 (일부 학계에서는 상당히) 해체되었으며, 브리튼에 도착한 앵글로색슨족의 수가 줄어든 것으로 추정된다. 더 낮은 수치가 때때로 받아들여지는데, 이는 기존의 브리튼 인구가 앵글로색슨족에 의해 실질적으로 대체되었을 가능성이 매우 낮다는 것을 의미한다. 만약 소수의 앵글로색슨족이 도착했다면, 그들은 지배 엘리트를 형성하고 현지 인구를 문화적으로 동화시켰을 것이라고 제안된다. 따라서 일부 "색슨족" 무덤은 브리튼인의 것일 수도 있지만, 많은 학자들은 동의하지 않는다.
2016년에 발표된 두 가지 유전 연구는 캠브리지셔, 요크셔, 더럼에서 발견된 고대 무덤의 데이터를 사용하여 현대 영국 인구의 조상이 앵글로색슨족과 켈트족으로부터 상당한 기여를 받았음을 발견했다.

## 로마 브리튼의 종말
로마 브리튼의 종말을 표시하는 다양한 날짜가 제시되어 왔는데, 여기에는 402년 로마 화폐 주조 중단, 407년 콘스탄티누스 3세의 반란, 409년 조시무스가 언급한 반란, 그리고 410년 호노리우스의 칙서가 포함된다. 현대의 탈식민화와 달리, 로마 브리튼의 종말 시기는 복잡하며 정확한 과정은 알려져 있지 않다.
로마의 브리튼 통치가 왜 끝났는지에 대해서는 논란이 있다. 테오도어 몸젠이 처음 주장한 견해는 로마가 브리튼을 떠났다는 것이었다. 이 주장은 시간이 지나면서 입증되었고, 가장 최근에는 A.S. 에스몬드-클리어리가 이를 뒷받침했다. 이 주장에 따르면, 로마 제국 내부의 혼란과 야만족 군대를 물리치기 위해 병력을 철수해야 할 필요성 때문에 로마는 브리튼을 포기했다. 제국 시스템의 붕괴가 브리튼에서의 제국 통치 종말을 초래했다는 것이다. 그러나 마이클 존스는 로마가 브리튼을 떠난 것이 아니라 브리튼이 로마를 떠났다고 주장하는 대안적 가설을 제시했다. 그는 4세기 말에서 5세기 초에 브리튼에서 나온 수많은 찬탈자들을 강조하며, 5세기 초에는 브리튼으로의 화폐 공급이 끊겨 관리와 군인들이 급여를 받지 못했다고 지적한다. 이 모든 것이 브리튼인들이 로마에 반란을 일으키게 만들었다는 것이다. 이러한 주장들은 비판의 여지가 있으며, 문제는 여전히 미해결 상태이다.
이 시기는 폭력적이었고, 모든 기록 자료에서 암시되듯이 아마 광범위한 긴장이 있었을 것이다. 이는 많은 브리튼인들의 죽음으로 이어졌을 수 있다. 또한 전염병에 대한 언급도 있다. 레이콕(Britannia the Failed State, 2008)은 410년 이전에 시작되었을 수도 있는 부족 간의 갈등이 브리튼의 많은 부분을 갈라놓고 경제를 파괴하는 데 기여했을 수 있다고 제안한다. 토지 이용에 대한 증거는 생산량 감소를 시사하는데, 이는 인구 감소의 징후일 수 있다.
일부 브리튼인들이 유럽 다른 지역으로 이주했으며, 갈리아 북서부의 아르모리카가 브르타뉴반도로 알려지게 된 것은 분명하다. 또한 히스파니아의 갈라이시아로 브리튼인들이 이주했다는 증거도 있다. 이러한 이주의 시기는 불확실하지만, 최근 연구에 따르면 브리튼 남서부에서 브르타뉴반도로의 이주는 일찍이 300년경에 시작되어 500년경에는 대부분 끝났을 수 있다고 한다. 이 정착민들은 이 시기가 그렇게 일렀다면 난민일 가능성은 낮으며, 아르모리카의 가장 서쪽에 있는 대서양 연안 지방인 케르네/코르누아이유("케르노우/콘월주")와 돔노네아("데번주")의 지명에 그들의 존재를 드러냈다. 그러나 로마 이후 시대 내내 브리튼 남서부와 브르타뉴반도 간의 밀접한 접촉에 대한 명확한 언어적 증거가 있다.
이베리아반도 북서쪽 끝에 있는 또 다른 전통적인 켈트족 문화 지역인 갈리시아주에서는 580년경 작성된 수에비 교구 목록에 브라가 대교구의 주요 교회 목록이 포함되어 있다. 여기에는 현재 브레토냐 (루고도 북부)에 있는 ecclesia Britonensis가 있는데, 이곳은 스페인 북서부로 이주한 브리튼인들의 영적 필요를 채워주던 주교좌였다. 572년, 주교 마일록은 켈트어 이름을 가지고 있었다. 정착민들은 그들의 켈트 기독교를 가지고 왔지만, 마침내 633년 제4차 톨레도 공의회에서 라틴 교회의 관할권을 받아들였다. 교구는 페롤에서 에오강까지 뻗어 있었다. 스페인에서 이 지역은 때때로 "세 번째 브리튼" 또는 "마지막 브리튼"으로 불리기도 했다.
비앵글로색슨계 왕국들은 브리튼 서부에 나타나기 시작했으며, 길다스 사피엔스의 데 엑시키디오에 처음 언급된다. 어느 정도 이 왕국들은 로마 구조에서 파생되었을 수 있다. 그러나 이 왕국들이 결코 로마 제국의 일부가 아니었던 히베르니아로부터 강력한 영향을 받았다는 것도 분명하다. 고고학은 이러한 왕국들의 연구를 더욱 진전시키는 데 도움이 되었으며, 특히 틴태글이나 사우스 캐드버리의 힐포트와 같은 유적지에서 두드러진다.
북부에는 헨 오글레드, 즉 "옛 북부"의 브리튼 왕국들이 발전했는데, 여기에는 에브라크 (추정 이름), 베오르니체, 레게드, 어스트라드클리드, 엘멧, 그리고 고도딘이 포함되었다. 5세기와 6세기 동안 하드리아누스 방벽을 따라 이루어진 보수 작업이 발굴되었으며, 스코틀랜드 남서부의 위트혼 (아마도 니니안의 수도원 자리)에서도 발굴되었다. 우연한 발견들은 록시터와 캐어웬트와 같은 일부 로마 도시들의 지속적인 도시 점유를 문서화하는 데 도움이 되었다. 지속적인 도시 사용은 교회 구조와 관련이 있을 수 있다.
브리튼 서부는 아서왕을 역사적 인물로 보고 싶어하는 고고학자들을 매료시켰다. 이에 대한 동시대의 기록 증거는 거의 없지만, 고고학적 증거는 틴태글과 같은 유적지나 완스다이크와 같은 토공작업의 생성에서 알 수 있듯이 로마-브리튼 왕이 로마 이후 시대에 상당한 권력을 행사했을 수 있음을 시사한다. 이러한 해석은 대중의 상상력을 계속해서 사로잡지만 학계의 회의론도 함께 따른다.
정치적, 언어적으로 밀려났음에도 불구하고, 브리튼 학자와 성직자들은 문해력, 교회 사회 구성, 브리튼의 로마 시대에 대한 역사적 기억을 통해 앵글로색슨 신규 이주민들에게 상당한 영향을 미쳤다. 특히 앵글로색슨족이 기독교화된 이후 더욱 그러했다. 완전히 구전 문화 배경을 가진 앵글로색슨족은 더 발전된 기독교화되고 문해력이 있는 브리튼인들의 문화에 크게 영향을 받았다. 브리튼 학자들은 종종 앵글로색슨 궁정에서 왕국 관리를 돕기 위해 고용되었다. 이는 브리튼 문화를 브리튼인들이 정치적으로 잃었던 브리튼 지역에 다시 소개했다. 이 과정의 정점은 웨일스 역사가들의 문학 작품으로 인해 전설적인 브리튼 전쟁 지도자인 아서왕이 잉글랜드인의 국민 영웅으로 채택된 것이다.

## 환경 변화 영향
5세기에는 기후가 더 추워지고 습해지는 기후변화의 증거가 있다. 이로 인해 생육기가 짧아지고 고지대는 곡물 재배에 부적합해졌다. 연륜연대학은 특히 540년의 기후 사건을 보여준다. 마이클 존스는 이미 완전히 개발된 토지에서 농업 생산량이 감소한 것이 상당한 인구 통계학적 결과를 가져왔다고 제안한다.

## 인구 변동

### 감소 이론

#### 배경
노예는 로마 제국의 경제와 군대에서 중요했다. 로마 제국에서 노예의 만연성에 대한 추정치는 다양하다: 일부는 1세기 제국 인구의 약 30%가 노예였다고 추정한다. 최근 연구에서는 초기 제국에서도 10~15%에 불과했다고 제안하며 "어떤 더 큰 추정치는 전근대적 맥락에서 있을 법하지 않은 수준의 변형을 필요로 할 것"이라고 한다.:59–60 후기 로마 제국에서 낮은 비율의 차이는 비엘리트 가구와 농업 영지에서 노예가 더 적었기 때문으로 설명할 수 있으며:66 (다양한 형태의 소작농의 큰 확대로 대체됨).:64 게르만 지역은 노예의 주요 공급원 중 하나였다. 주로 로마군을 따르는 도매상들이 노예를 팔았다. 제국이 확장된 후에는 노예를 얻을 수 있는 장소가 줄어들었다. 210년경, 해상강도가 북해 주변에서 증가하여 그 지역 마을에서 잡힌 사람들과 몸값으로 잡힌 사람들을 포함하여 공급을 늘렸다.
브리튼은 방어하기 쉽지 않았다. 점령 비용을 완전히 감당하지 못했다. 그럼에도 불구하고 로마인들은 3개 또는 4개 군단, 즉 3만에서 4만 명의 병력과 보조 부대를 주둔시켜 방어해야 했다. 그들은 388년 마그누스 막시무스와 401년 스틸리코에 의해 주둔군 규모가 축소된 후 로마 권위가 붕괴될 때까지 비교적 잘 버텼다. 350년 이후 로마 정부는 병사 모집에 더 어려움을 겪었던 것으로 보인다.
이러한 상황을 타개하기 위해 신병 제공 대신 금전 지불(aurum tironicum)에 의존했다. 토지 소유주는 소작인들이 군대에 징집되는 것을 막기 위해 정해진 비용을 지불할 수 있었다(노예는 자유를 대가로 중요한 순간에도 거의 징집되지 않았다). 충분한 수의 남성들이 군 복무를 원하지 않았다. 세금으로 얻은 금은 비싼 장비, 숙소, 연금 지급이 필요 없는 게르만족이나 다른 부족 집단을 더 많이 활용하게 했으며, 세금은 포이데라티 용병을 모집하는 데 사용되었지만 국고를 고갈시키기도 했다. 이전에는 외국인들이 로마인이 지휘하는 보조군에 배치되었다. 소규모 후기 로마 군단들은 계속 존재했지만 5세기에는 점차 사라져 제국 방어를 용병에게 맡겼다.
아드리아노폴리스 전투 이후, 382년 조약에 따라 고트족 포이데라티는 제국 내에 온전히 머무는 것이 허용되었는데, 이는 야만족 적들을 모두 죽이거나 팔거나 군대에 편입시켜 분산시키는 로마의 수백 년 된 정책을 뒤집은 것이었다. hospitalitas 시스템은 침략하여 할당된 토지를 점령한 야만족에게 해당 지역 토지(또는 수수료)의 3분의 1을 부여했다. 그 대가로 이들은 황제에게 충성을 선언하고 군사적 지원을 제공하면서도 독립을 유지했다. 만약 이 이론이 옳다면, 게르만족은 이러한 개혁 이전과 이후에 브리튼에 거주했을 수 있다. 한 가지 일이 다른 일로 이어져 악순환을 만들었다.
전문 직업 상비군을 지원해야 할 금으로 용병을 대체하고 그들의 주둔을 용인하는 정책은 서로마 제국의 몰락을 초래했다. 제국 경계 내에서 활동하던 포이데라티는 결국 새로운 지주가 되었는데, 이는 그들을 제압할 전문 로마군이 없었기 때문이었다.
고대 작가들은 이러한 일련의 정책 실수를 비통하게 언급한다. 용병에 덜 의존했던 동방은 브리튼의 운명을 피했다. 410년 이후 브리튼인들은 황제들이 서고트인, 부르군트인, 수에비, 반달족, 프랑크인들에게 저질렀던 실수를 반복했다 – 그들은 용병을 초대하여 자신들을 보호하게 했고, 그 용병들은 나중에 브리튼을 장악했다.

#### 유스티니아누스 페스트
로마 시대 이후 브리튼의 인구는 150만에서 300만 명 사이로 감소했을 수 있는데, 이는 아마도 환경 변화(고대 후기 소빙기)와 그 후 페스트 및 천연두 (600년경 천연두는 인도에서 유럽으로 확산되었다) 때문이었을 것이다. 유스티니아누스 페스트가 6세기 지중해 세계에 진입하여 544년 또는 545년에 아일랜드에 처음 도달한 것으로 알려져 있다. 후기 중세 웨일스어 루드와 르벨리스는 런던 브리튼인들에게 영향을 미친 세 가지 전염병에 대해 언급한다.

#### 앵글로색슨 정착
유니버시티 칼리지 런던이 주도한 연구에 따르면, 앵글로색슨족 정착민들은 5세기 중반부터 300년 이상 동안 현재의 잉글랜드에 살고 있던 토착 켈트 브리튼인들보다 상당한 사회경제적 우위를 누렸을 수 있다. 그러나 앵글로색슨족이 단지 잉가이본족 게르만족이었다는 이 시나리오는 의문이 제기되었다.

#### 소규모 이주 이론
이 시기 동안 브리튼에 도착한 앵글로색슨족의 수에 대한 전통적인 견해는 해체되었다. 기존 인구와 결합한 외부 유입 인구는 섬 정복이 왜 그렇게 느리고 불완전했으며, 덴마크 해적과 노르만인, 그리고 인구 구성에 대한 다른 문제들로부터 왜 섬이 외부 공격에 노출되었는지를 설명할 수 있다.

### 스티븐 오펜하이머의 이론
스티븐 오펜하이머는 위일과 카펠리 연구를 바탕으로 로마인 이후의 어떤 침략도 브리튼 제도의 유전자 풀에 큰 영향을 미치지 않았으며, 선사 시대부터 주민들은 이베리아족 유전 집단에 속한다고 주장한다. 그는 브리튼 제도에 사는 대부분의 사람들이 스페인 북부와 프랑스 남서부의 바스크인과 유전적으로 유사하며, 웨일스에서는 90%, 이스트앵글리아에서는 66%에 달한다고 말한다. 오펜하이머는 잉글랜드 서부와 동부의 분할이 앵글로색슨족 침략 때문이 아니라 최종 빙기 극대기 직후 대서양 연안을 따라 올라가는 경로와 유럽 대륙 이웃 지역에서 오는 두 가지 주요 유전자 흐름에서 비롯되었다고 제안한다. 그는 포스터와 토스의 언어학 연구가 인도유럽어족이 약 1만 년 전 마지막 빙하기 말에 분열하기 시작했음을 시사한다고 보고한다. 그는 켈트어파가 이전에 의심했던 것보다 더 일찍, 약 6천 년 전에 인도유럽어족에서 분리되었다고 주장한다. 그는 게르만어파에서 영어가 로마 시대 이전에 분리되었으며, 로마인에게 정복되기 전, 그리고 앵글로색슨족이 도착하기 훨씬 전에 현재 잉글랜드 남부와 동부, 프랑스 북동부, 벨기에의 벨가이족 부족들이 사용하던 영어가 되었다고 주장한다. 브라이언 사익스는 자신의 2006년 저서 '섬의 피: 우리 부족 역사의 유전적 뿌리 탐험' (미국과 캐나다에서는 '색슨인, 바이킹, 켈트족: 브리튼과 아일랜드의 유전적 뿌리'로 출판)에서 오펜하이머와 상당히 유사한 결론을 내렸다. 카디프 국립박물관은 "누가 켈트족이었나?"라는 기사 요약에서 "미래의 고대 및 현대 인간 DNA에 대한 유전 연구가 이 주제에 대한 우리의 이해를 돕는 데 도움이 될 수 있다. 그러나 초기 연구들은 지금까지 매우 적은 수의 사람들을 대상으로 구식 언어학과 고고학 가정을 사용하여 믿기 힘든 결론을 도출하는 경향이 있었다"고 언급한다.

## 같이 보기
- 브리튼인의 신화적 왕
- 브리튼인들의 통곡
- 켈트 기독교
- 브리튼의 역사적 왕
- 보티건
- 아서왕
- 아서왕의 역사성
- 브리튼 이야기
- 앵글로색슨족
- 앵글로색슨인의 브리타니아 정착
- 앵글로색슨 잉글랜드
- 앵글로-웨일스 전쟁 목록
- 완스다이크
- 중세 잉글랜드
- 칠왕국
- 선사 시대 브리튼
- 브리타니아
- 로마-브리튼족
- 브리튼 제도의 역사
- 웨일스의 역사
- 영국 사회의 역사
- 잉글랜드의 역사
- 켈트인
- 로마 제국

## 참고 자료
- Elton, Hugh (1999). “Constantine III (407–411 A.D.)”. 《De Imperatoribus Romanis》. Florida International University. 2021년 10월 17일에 확인함.
- Oppenheimer, S. (2006). The Origins of the British: A Genetic Detective Story: Constable and Robinson, London. ISBN 978-1-84529-158-7.